# Formula TT 1990
Die Formula-TT-Saison 1990 war die 14. und gleichzeitig letzte in der Geschichte der Formula TT und wurde von der Fédération Internationale de Motocyclisme als Formula-TT-Cup der FIM ausgeschrieben.
Bei fünf Veranstaltungen wurden fünf Rennen ausgetragen.

## Punkteverteilung
| Punktewertung | Punktewertung | Punktewertung | Punktewertung | Punktewertung | Punktewertung | Punktewertung | Punktewertung | Punktewertung | Punktewertung | Punktewertung | Punktewertung | Punktewertung | Punktewertung | Punktewertung | Punktewertung |
| ------------- | ------------- | ------------- | ------------- | ------------- | ------------- | ------------- | ------------- | ------------- | ------------- | ------------- | ------------- | ------------- | ------------- | ------------- | ------------- |
| Platz         | 1             | 2             | 3             | 4             | 5             | 6             | 7             | 8             | 9             | 10            | 11            | 12            | 13            | 14            | 15            |
| Punkte        | 20            | 17            | 15            | 13            | 11            | 10            | 9             | 8             | 7             | 6             | 5             | 4             | 3             | 2             | 1             |

In die Wertung kamen alle erzielten Resultate.

## Wissenswertes
- Die Formula TT wurde 1990 nur in der TT-F1-Klasse ausgeschrieben. Diese ließ Viertakter von 600 bis 1000 cm³ Hubraum und Zweitakter mit Hubräumen von 350 bis 500 cm³ zu.

## Rennergebnisse
|   | Datum  | Rennen                | Strecke         | Platz 1             | Platz 2        | Platz 3       |
| - | ------ | --------------------- | --------------- | ------------------- | -------------- | ------------- |
| 1 | 13.05. | Japan                 | Sugo            | Ken’ichirō Iwahashi | Shoji Miyazaki | Peter Goddard |
| 2 | 02.06. | 72. Isle of Man TT    | Mountain Course | Carl Fogarty        | Nick Jefferies | Robert Dunlop |
| 3 | 01.07. | Portugal              | Vila Real       | Carl Fogarty        | Robert Dunlop  | Joey Dunlop   |
| 4 | 15.07. | Finnland              | Kouvola         | Carl Fogarty        | Ben Nyman      | Steve Manley  |
| 5 | 11.08. | 61. Ulster Grand Prix | Dundrod         | Joey Dunlop         | Robert Dunlop  | Dave Leach    |

## Fahrerwertung
| 1  | Carl Fogarty        | Honda    | 71 |
| 2  | Joey Dunlop         | Honda    | 54 |
| 3  | Robert Dunlop       | Norton   | 49 |
| 4  | Dave Leach          | Yamaha   | 34 |
| 5  | Steve Ward          | Honda    | 30 |
| 6  | Ken’ichirō Iwahashi | Honda    | 20 |
| 7  | Marc Granié         | Yamaha   | 19 |
| 8  | Shoji Miyazaki      | Honda    | 17 |
|    | Nick Jefferies      | Yamaha   | 17 |
| 10 | Ben Nyman           | Kawasaki | 17 |
| 11 | Steve Williams      | Yamaha   | 16 |
| 12 | Peter Goddard       | Yamaha   | 15 |
|    | Steve Manley        | Yamaha   | 15 |
| 14 | Bob Jackson         | Honda    | 15 |
| 15 | Yasutomo Nagai      | Yamaha   | 13 |
|    | Brian Morrison      | Honda    | 13 |
|    | Phillip McCallen    | Honda    | 13 |
|    | Mikael Lundvall     | Kawasaki | 13 |
| 19 | Johnny Rea          | Honda    | 11 |
| 20 | Tadashi Ohshima     | Honda    | 10 |
|    | Trevor Nation       | Norton   | 10 |
| 22 | Doug Polen          | Suzuki   | 9  |
|    | Graeme McGregor     | Honda    | 9  |
|    | Manuel Joao Sagres  | Kawasaki | 9  |
|    | Juri Raudsik        | Honda    | 9  |
| 26 | Nigel Barton        | Honda    | 9  |
| 27 | Mitsuo Saitō        | Yamaha   | 8  |
|    | Charlie Corner      | Honda    | 8  |
| 29 | Tadaaki Hanamura    | Yamaha   | 7  |
|    | Steve Hislop        | Honda    | 7  |

|    | Alex Laranjeira     | Suzuki   | 7 |
|    | Pentti Tolonen      | Yamaha   | 7 |
|    | Mark Farmer         | Kawasaki | 7 |
| 34 | Shingo Kato         | Yamaha   | 6 |
|    | Pedro Batista       | Honda    | 6 |
|    | Hanspeter Bolliger  | Kawasaki | 6 |
|    | Brian Reid          | Yamaha   | 6 |
| 38 | Naoto Abe           | Kawasaki | 5 |
|    | Dave Woolams        | Ducati   | 5 |
|    | Terho Pitkänen      | Suzuki   | 5 |
|    | Iain Duffus         | Honda    | 5 |
| 42 | Masanao Aoki        | Yamaha   | 4 |
|    | Geoff Johnson       | Yamaha   | 4 |
|    | Russell Benney      | Honda    | 4 |
|    | Mart Lajal          | Kawasaki | 4 |
| 46 | Yoshio Machii       | Honda    | 3 |
|    | Ray Hutchinson      | Honda    | 3 |
|    | Kimmo Kopra         | Honda    | 3 |
|    | Robert Holden       | Honda    | 3 |
| 50 | Kosei Yamamoto      | Honda    | 2 |
|    | Howard Selby        | Yamaha   | 2 |
|    | Jerôme van Haeltert | Suzuki   | 2 |
|    | Pertti Komujärvi    | Ducati   | 2 |
|    | Gary Weston         | Yamaha   | 2 |
| 55 | Richard Moore       | Kawasaki | 1 |
|    | Gary Radcliffe      | Honda    | 1 |
|    | John Caffrey        | Yamaha   | 1 |
|    | Heinz Platacis      | Kawasaki | 1 |
|    | Alan Irwin          | Honda    | 1 |